# 霧社
霧社は台湾南投県仁愛郷大同村の地名。霧社事件発生の地として知られる。
仁愛郷の中心地で、海抜1148ｍの尾根に沿って細長く発達した集落に仁愛郷の公所（郷役所）や警察署・消防署などの行政施設が集まっている。また省道台14線と台14線の支線である台14甲線が分岐する交通の要衝に位置し、埔里や周辺の村落へ向かうバスが発着するほか、バス停の周辺にはみやげ物屋などが建つ。早春に桜の花が咲き乱れることで知られ、別名「桜都」とも呼ばれる。

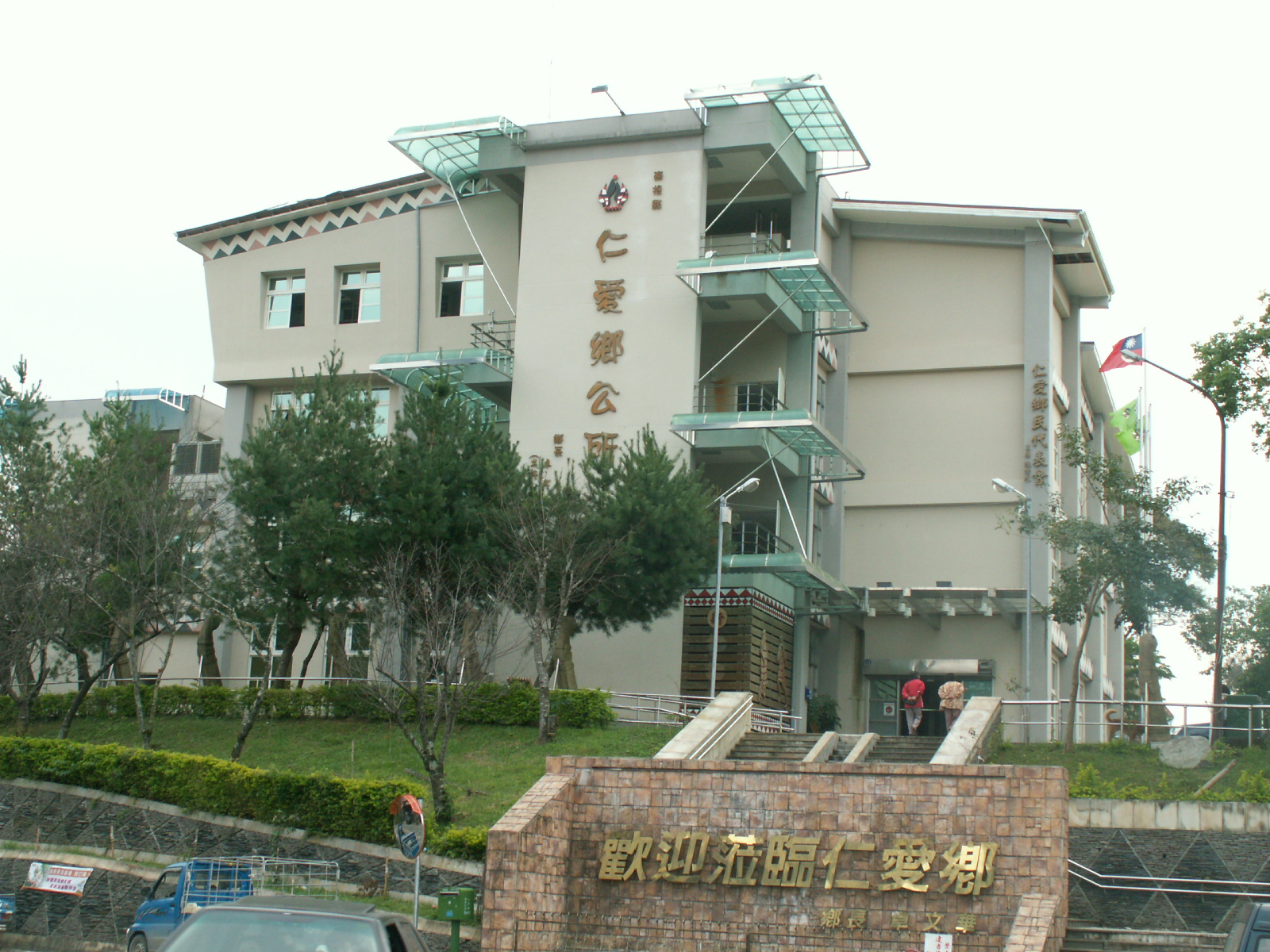
霧社にある仁愛郷の役所
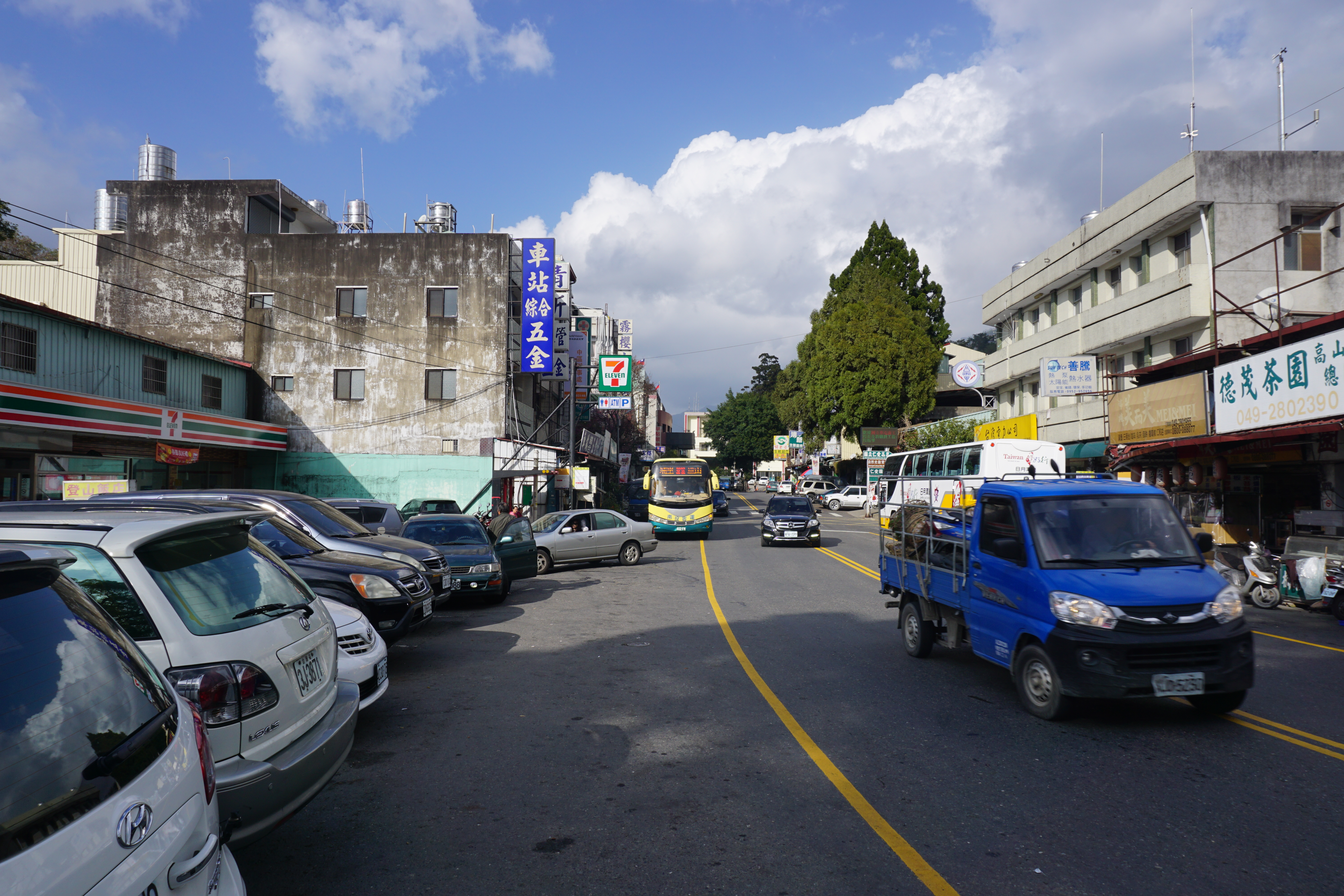
霧社バス停付近
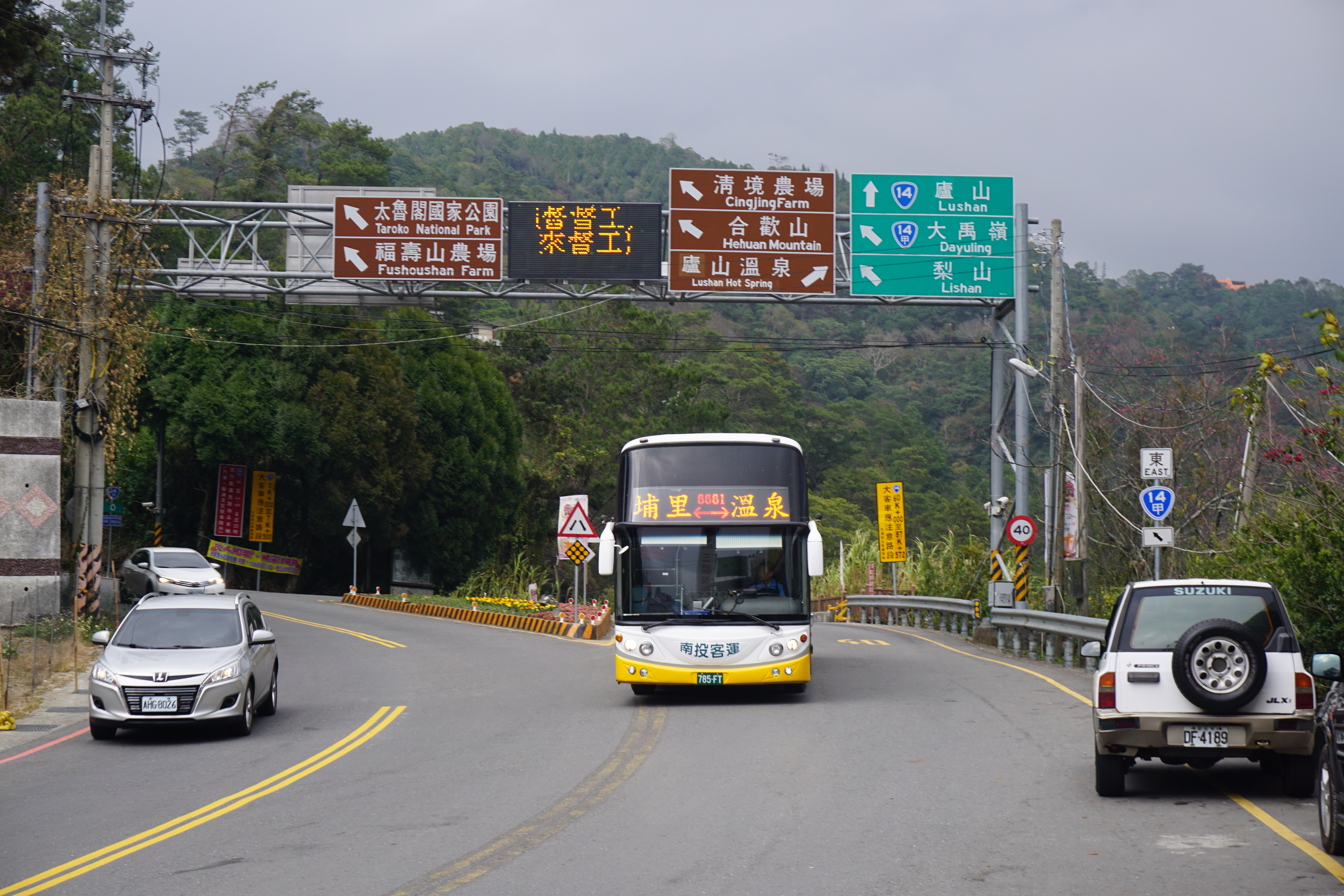
台14線と台14甲線の分岐点

## 歴史
霧社の名の初出は『台湾府志』だが、当初は「致霧社」という名だった。日本統治時代に「霧社」へと改名される。古くはセデック族が住む地だったが、後に漢族（福建移民）も移入した。
セデック語では、パラン（Paran）と呼んだ。
1906年4月に台湾総督府警察が霧社を占領、1908年には駐在所が設置された。この駐在所は後に中華民国に引き渡され、南投県政府警察局の「仁愛分局」として現在に至っている。
1930年10月27日にセデック族の頭目モーナ・ルダオを首謀とする大規模な抗日暴動である霧社事件が発生。小学校が襲撃され多数の日本人が殺害される被害が発生した。
日本統治終了後、霧社の地は「仁愛郷大同村」に改称され、行政区画としての霧社は消滅した。

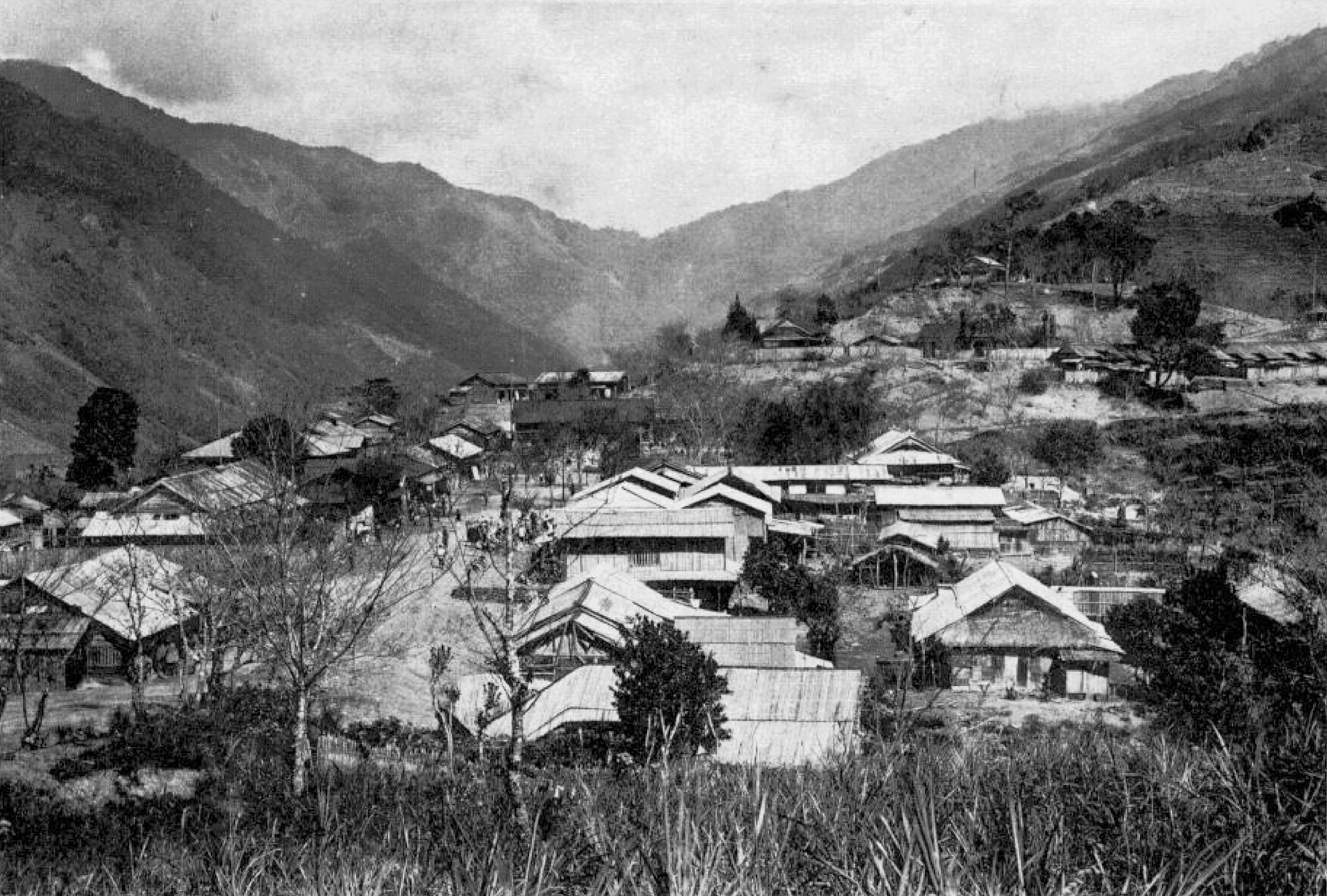
1930年代の霧社
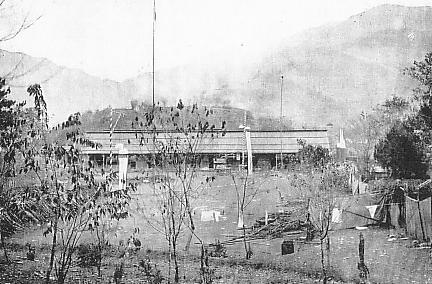
霧社事件の舞台となった学校
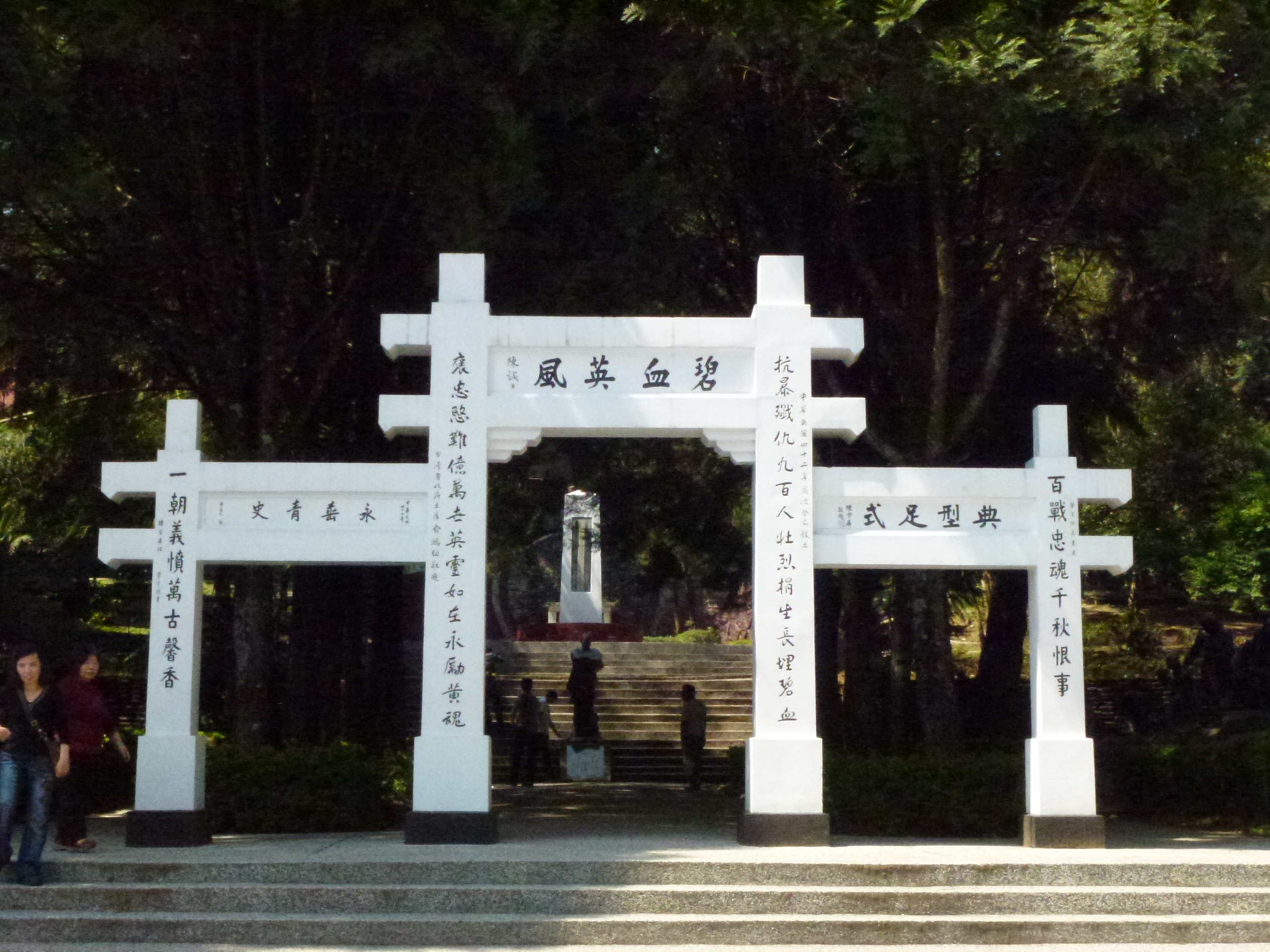
霧社事件紀念公園
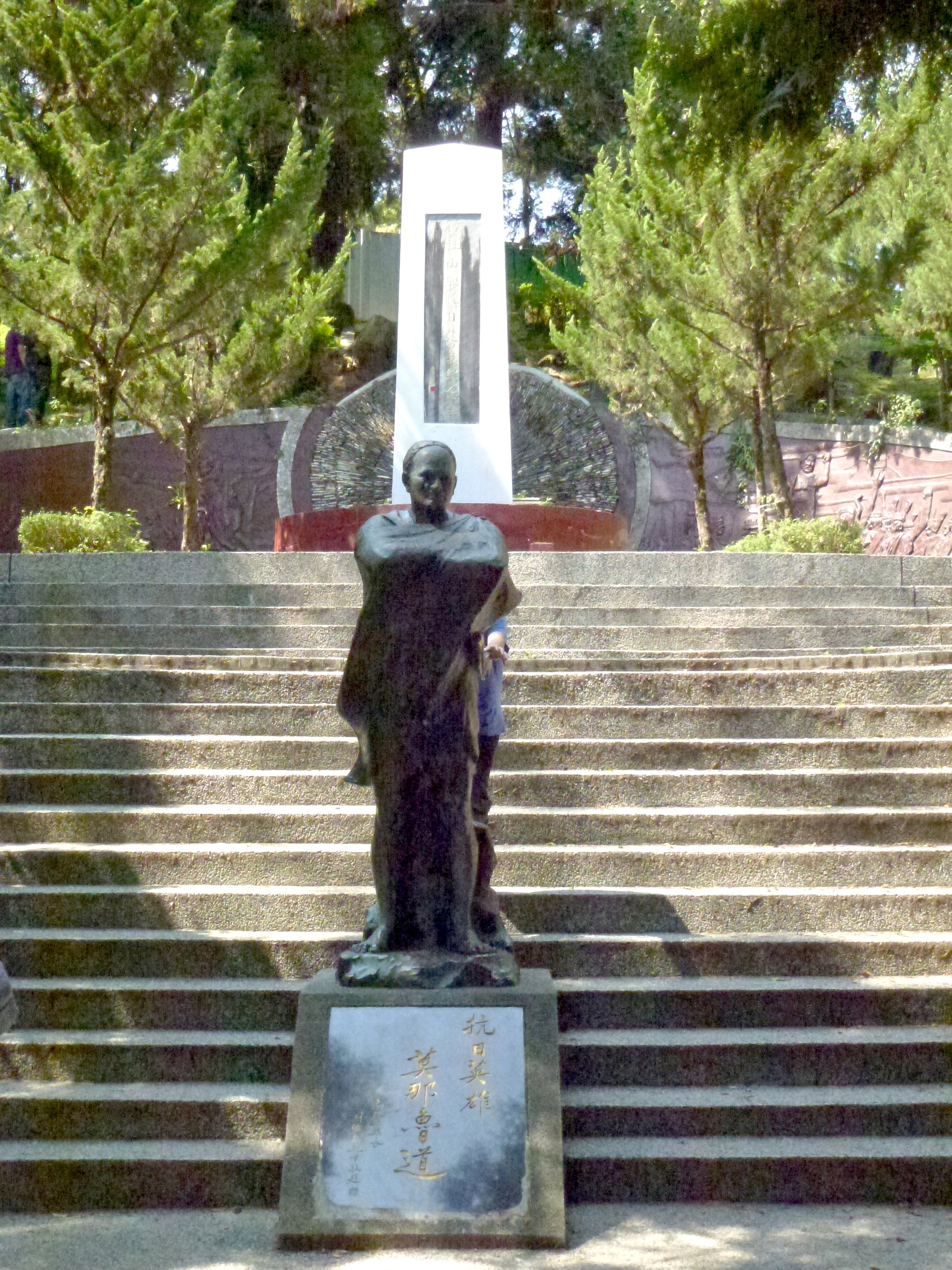
モーナ・ルダオの像